# Промежуточные управления Французской Республики
Промежуточные управления Французской Республики (интермедиарные администрации, фр. administration intermédiaire) — административные органы дистриктов Французской республики в 1793 — 1795 году. Созданы на основании Конституции Французской Республики 1793 года. Заменили собой подчинённые управления Королевства Франция. Упразднены в 1795 году на основании Конституции Французской Республики 1795 года, упразднившей деление территории Французской Республики на дистрикты, а вместе с ними и их административные органы.
Состояли из управляющих (администраторов — фр. administrateurs) избираемых избирательными собраниями дистриктов сроком на 2 года, при ежегодном переизбрании половины управляющих. В 1800 году были созданы советы округов напоминавшие по функциям промежуточные советы.